# فرودگاه نیروی هوایی سلطنتی لیتل اسنورینگ
فرودگاه نیروی هوایی سلطنتی لیتل اسنورینگ (به انگلیسی: RAF Little Snoring) یک فرودگاه است . این فرودگاه در کشور انگلستان قرار دارد .